# 中華人民共和國第十一屆全運會跳水比賽—男子團體
中華人民共和國第十一屆全運會跳水比賽的男子團體小項於2009年10月3日在济南市奥体中心游泳跳水馆進行。每隊代表團需派出9人分別參與個人1米板、双人3米板、個人10米台、個人3米板與双人10米台的分項，運動員最終的得分會合算起來，分數最高者為勝。

## 決賽
| 名次 | 姓名                                                                 | 單位   | 累積分  |
| ---- | -------------------------------------------------------------------- | ------ | ------- |
| 1    | 羅玉通、林勁、何沖、 吳明鴻、張雁全、陳艾森、 馮琪、吳軍、潘兆偉     | 廣東   | 2665.15 |
| 2    | 彭勃、余隆基、李世鑫、 張新華、周呂鑫、王健凱、 曹烈、陳世傑、冼海嗚 | 解放軍 | 2543.17 |
| 3    | 孫知亦、徐程亮、姚舜、 吳棟良、火亮、應宏、張宸                      | 上海   | 2351.71 |
| 4    | 趙巍、張森、秦凱、 白勐奇、高昂、陳輝、 郝晨博、王聰                 | 陝西   | 2269.42 |
| 5    | 張鵬、蔡程成、周兵、 李勁聰、楊健、邱波、 萬偉、余艾洋、鄒翔冬       | 四川   | 2259.41 |
| 6    | 許國君、高家匯、馮康、 張梓藝、王速、徐超、 張騏、滕越               | 江蘇   | 2181.56 |
| 7    | 霍思中、鍾宇明、曾理、 李頔、王安琦、李亞楠、 張斌、林躍、曹緣       | 北京   | 2179.75 |
| 8    | 遲凱、張瑞豪、秦天、湯崇軒、 李晨語、肖喆人、肖喆衍                  | 湖北   | 2075.19 |
| 9    | 李孟強、王鵬、楊子星、 甘泉、王源、史清陽、 王自豪、馮雨恆           | 安徽   | 1876.75 |
| 10   | 王勇、陳傑、劉揚、張皓、 王堯、陳昌旭、王曦鳴                        | 河北   | 1869.67 |
| 11   | 胡子傑、龐松、夏環、 萬麗俠、李升、袁松                                | 江西   | 1695.79 |